# Baloghia marmorata
Baloghia marmorata är en törelväxtart som beskrevs av Cyril Tenison White. Baloghia marmorata ingår i släktet Baloghia och familjen törelväxter. Inga underarter finns listade i Catalogue of Life.